# ボビー・レノックス
ボビー・レノックス（Bobbie Lennox、本名Jodi M Coleman、1978年 - ）は、アメリカ合衆国のポルノ女優。
2007年から2010年までの間に活動した。

## 出演作
- 「MILF Invaders 4」 (2007年)
- 「Cougars In Heat 3」 (2008年)
- 「Ahh Shit White Mama You Got Ass 5」 (2008年)
- 「Blacks on Cougars 5」 (2010年)
- 「Watching My Mommy Go Black 4」(2010年)